# 東川洞 (慶州市)
東川洞（：／ Dongcheon dong */?）是大韩民国庆尚北道庆州市下辖的一个洞。

## 主要设施
- 韩国农业协会
- 大邱銀行
- 储蓄互助社
- 韩国农业协会
- 堀佛寺址石佛像